# اندیس قیرطبیعی (رزینیت) بام نهپه
قیرطبیعی(رزینیت) بام نهپه یک اندیس غیرفلزی است که در حوالی شهر کوه دشت استان لرستان قرار دارد و مادهٔ معدنی موجود در آن، قیر طبیعی است.سنگ میزبان این اندیس شیل است و دیرینگی آن به دوران پالئوسن می‌رسد. 